# Gabriel Celaya
Rafael Gabriel Juan Múgica Celaya Leceta, conocido como Gabriel Celaya (Hernani, Guipúzcoa, 18 de marzo de 1911-Madrid, 18 de abril de 1991), fue un poeta español de la generación literaria de la posguerra. 
Celaya fue uno de los más destacados representantes de la que se denominó «poesía comprometida» o poesía social. Su obra y su figura tuvieron la influencia y fueron fruto de la estrecha colaboración con su esposa, Amparo Gastón. Con Blas de Otero y Ángela Figuera Aymerich fueron llamados el "triunvirato vasco" de la poesía social.

## Biografía
Su nombre completo era Rafael Gabriel Juan Múgica Celaya Leceta, lo que aprovechó para firmar sus obras como Rafael Múgica, Juan de Leceta o Gabriel Celaya. Presionado por su padre, se radicó en Madrid, donde inició sus estudios de Ingeniería y trabajó por un tiempo como gerente en la empresa familiar.
Entre 1927 y 1935 vivió en la Residencia de Estudiantes, donde conoció a Federico García Lorca, José Moreno Villa y a otros intelectuales que lo inclinaron por el campo de la literatura, llevándolo a dedicarse por entero a la poesía. Combatió durante la Guerra civil española en el bando republicano y estuvo preso en un campo de concentración en Palencia. En 1946 fundó en San Sebastián, con Amparo Gastón, la colección de poesía «Norte» y desde entonces abandonó su profesión de ingeniería y su cargo en la empresa de su familia. 
La colección de poesía «Norte» pretendía hacer de puente entre la poesía de la generación de 1927, la del exilio y la europea. Aparecen así, bajo ese sello editorial, traducciones de Rainer Maria Rilke, Arthur Rimbaud, Paul Éluard o William Blake.
En 1946 publicó Tentativas, libro en prosa en el que por primera vez firma como Gabriel Celaya. Esta primera etapa es de carácter existencialista.
En los años cincuenta se integró en la estética del compromiso (Lo demás es silencio 1952 y Cantos Iberos 1955, verdadera biblia de la poesía social). Junto a Eugenio de Nora y Blas de Otero, defiende la idea de una poesía no elitista, al servicio de las mayorías, "para transformar el mundo".

Cantemos como quien respira. Hablemos de lo que cada día nos ocupa. Nada de lo humano debe quedar fuera de nuestra obra.  En el poema debe haber barro, con perdón de los poetas poetísimos. La Poesía no es un fin en sí. La Poesía es un instrumento, entre otros, para transformar el mundo
Gabriel Celaya, citado por Rodríguez Puértolas et. al en Historia social de la literatura española)

En 1956 se trasladó a vivir al barrio de la Prosperidad, el mismo año en que obtuvo el Premio de la Crítica por su libro De claro en claro.
Cuando este modelo de poesía social entró en crisis, Celaya volvió a sus orígenes poéticos. Publicó La linterna sorda y reeditó poemas anteriores a 1936. También ensayó la poesía experimental y la poesía concreta en Campos semánticos (1971). Entre 1977 y 1980 se publicaron sus Obras Completas en cinco volúmenes.
Contrario al régimen franquista, después de la dictadura, se presentó como candidato por Guipúzcoa a las elecciones generales de 1977, en la lista del Partido Comunista de España. En 1987 publicó El mundo abierto.
Falleció el 18 de abril de 1991 en Madrid y sus cenizas fueron esparcidas en su Hernani natal.

## Reconocimientos
Fue Premio de la Crítica (1957), Premio Internacional Libera Stampa (1963), Premio Internacional Etna-Taormina (1967), Premio Atalaya (1967) y en 1986 fue galardonado con el Premio Nacional de las Letras Españolas por el Ministerio de Cultura.

## Obras
Poesía
- Marea del silencio, 1935
- La soledad cerrada, 1947
- Movimientos elementales, 1947

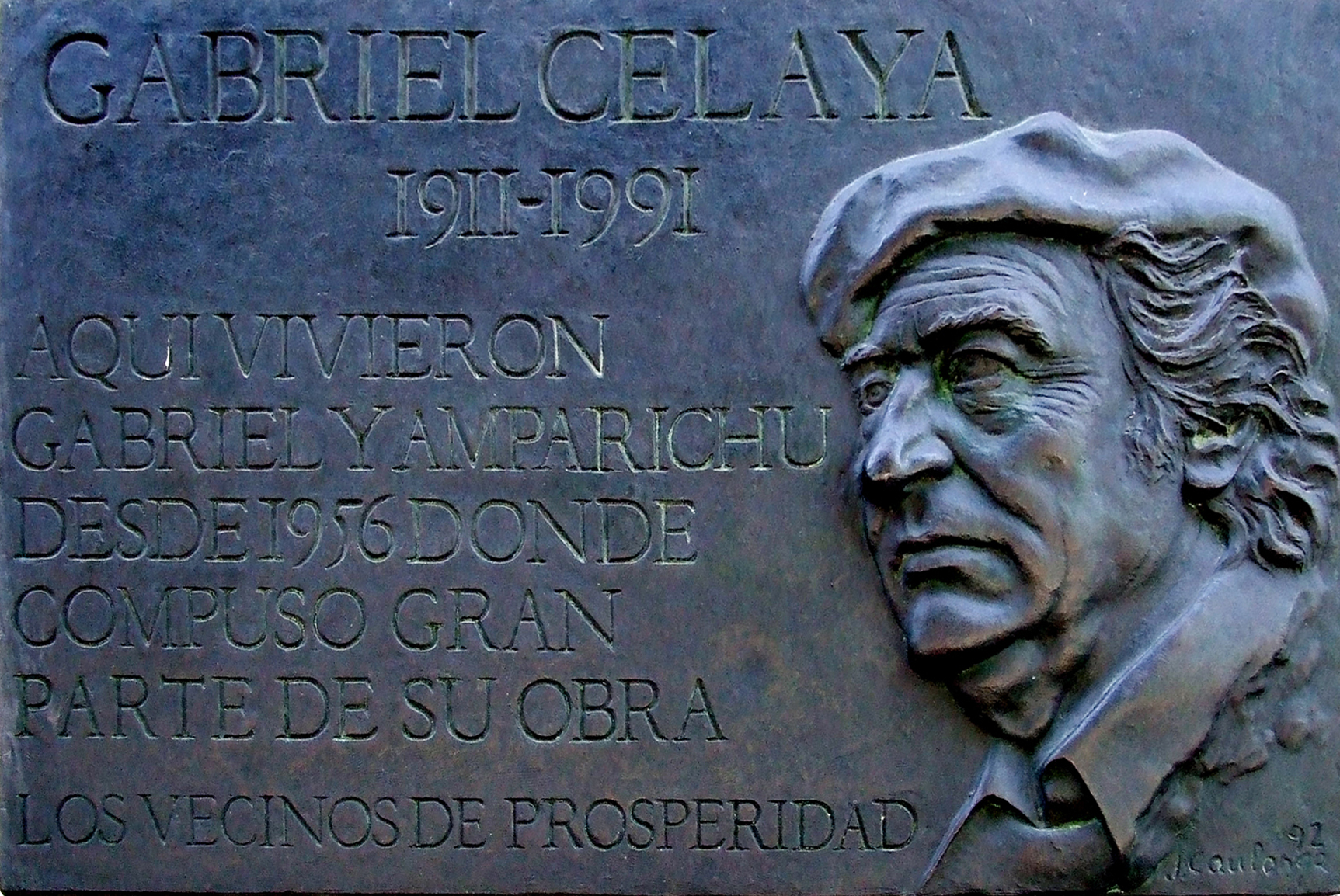
Placa rememorativa en la casa de Madrid en la que vivió Gabriel Celaya hasta su fallecimiento.

- Tranquilamente hablando, 1947 (firmado como Juan de Leceta)
- Objetos poéticos, 1948
- El principio sin fin, 1949
- Se parece al amor, 1949
- Las cosas como son, 1949
- Deriva, Alicante, 1950
- Las cartas boca arriba, 1951
- Lo demás es silencio, 1952
- Ciento volando (con Amparo Gastón), 1953
- Vía muerta, 1954
- Cantos íberos, 1955
- Coser y cantar (con Amparo Gastón), 1955
- De claro en claro, 1956
- Entreacto, 1957
- Las resistencias del diamante, 1957
- Música celestial (con Amparo Gastón), 1958
- Cantata en Aleixandre, 1959
- El corazón en su sitio, 1959
- Para vosotros dos, 1960
- Poesía urgente, 1960
- La buena vida, 1961
- Los poemas de Juan de Leceta, 1961
- Rapsodia eúskara, 1961
- Episodios nacionales, 1962
- Mazorcas, 1962
- Versos de otoño, 1963
- Dos cantatas, 1963
- La linterna sorda, 1964
- Baladas y decires vascos, 1965
- Lo que faltaba, 1967
- Poemas de Rafael Múgica, 1967
- Los espejos transparentes, 1968
- Canto en lo mío, 1968
- Poesías completas, 1969
- Operaciones poéticas, 1971
- Campos semánticos, 1971
- Dirección prohibida, 1973
- Función de Uno, Equis, Ene F (1.X.N), 1973
- El derecho y el revés, 1973
- La higa de Arbigorriya, 1975
- El hilo rojo (Poesía política reunida), 1977
- Parte de guerra, 1977
- Poesías completas (Tomo I-VI), 1977-80
- Buenos días, buenas noches, 1978
- Iberia sumergida, 1978
- Poemas órficos, 1981
- Penúltimos poemas, 1982
- Cantos y mitos, 1984
- Trilogía vasca, 1984
- El mundo abierto, 1986
- Orígenes / Hastapenak, 1990
- Poesías completas, 2001-04
- Mensajes, 2002

Ensayos
- El arte como lenguaje, 1951
- Poesía y verdad, 1959
- Juan Manuel Caneja, 1959
- Exploración de la poesía, 1964
- Castilla, a cultural reader (con Phyllis Turnbull), 1960
- Inquisición de la poesía, 1972
- La voz de los niños, 1972
- Bécquer, 1972
- Los espacios de Chillida, 1974
- Lo que faltaba de Gabriel Celaya, 1984
- Reflexiones sobre mi poesía, 1987
- Ensayos literarios, 2009

Prosa
- Tentativas, 1946
- Lázaro calla, 1949
- Penúltimas tentativas, 1960
- Lo uno y lo otro, 1962
- Los buenos negocios, 1965
- Memorias inmemoriales, 1980

Drama
- El relevo, 1963
- Ritos y farsas. Obra teatral completa, 1985